# 2-га гвардійська танкова армія (СРСР)
2-га гвардійська танкова армія (2 гв. ТА, в/ч 03428) — гвардійська танкова армія у складі Збройних сил СРСР з 20 листопада 1944 по червень 1945 та післявоєнний час на території Німеччини. Створена 20 листопада 1944 шляхом перетворення 2-ї танкової армії у складі 1-го Білоруського фронту.
Після розпаду СРСР у 1993 році армія перейшла під юрисдикцію Російської Федерації та була виведена з території Німеччини. Була переформована на 2-гу загальновійськову армію.

## Історія
2-га танкова армія була сформована в січні — лютому 1943 р на базі 3-ї резервної армії Брянського фронту. Спочатку в неї входили 11-й і 16-й танкові корпуси, 60-та, 112-та і 194-та стрілецькі дивізії, 115-та стрілецька, 28-ма лижна, 11-та гвардійська танкова бригади, інші з'єднання та військові частини.
Армія брала участь у боях під Брянськом, контрнаступі під Курськом, звільненні Правобережної України, участь в завершальних операціях Німецько-радянської війни.
За мужність, героїзм, військову доблесть і зразкове виконання бойових завдань в роки Великої Вітчизняної війни понад 103 тис. Воїнів армії нагороджені орденами і медалями, а 221 з них присвоєно високе звання Героя Радянського Союзу. Двічі цього високого звання був удостоєний командувач армією генерал-полковник Семен Ілліч Богданов. Майже всі з'єднання та військові частини армії нагороджені орденами, більшість з них удостоєно почесних найменувань.
У повоєнні роки армія входила до складу Групи радянських військ у Німеччині (згодом — Західної групи військ). Її з'єднання та військові частини (16-та гвардійська і 25-та танкові дивізії, 21-ша мотострілецька дивізія, 94-та гвардійська мотострілецька дивізія та ін.) Дислокувалися на території Німецької Демократичної Республіки (НДР) в 39 гарнізонах, штаб армії розташовувався в місті Фюрстенберг.
22 лютого 1968 року Указом Президії Верховної Ради СРСР 2-га гвардійська танкова армія була нагороджена орденом Червоного Прапора.
У 1992 році армія перейшла під юрисдикцію Російської Федерації та була виведена з території Німеччини.

## Структура

### 1988
- 16-та гвардійська танкова дивізія (Нойстерлітц, Східна Німеччина)
- 21-ша мотострілецька дивізія (Перлеберг, Східна Німеччина)
- 94-та гвардійська мотострілецька дивізія (Шверін, Східна Німеччина)
- 207-ма мотострілецька дивізія (Штендаль, Східна Німеччина)

## Командування
- Командувачі:
  - генерал-майор Радзієвський О. І. (20 листопада 1944 — 7 січня 1945);
  - генерал-полковник танкових військ Богданов С. І. (7 січня 1945 — до кінця війни).